# Bornes
Bornes is een plaats (freguesia) in de Portugese gemeente Macedo de Cavaleiros en telt 420 inwoners (2001).